# Pleiocarpidia polyneura
Pleiocarpidia polyneura är en måreväxtart som först beskrevs av Friedrich Anton Wilhelm Miquel, och fick sitt nu gällande namn av Cornelis Eliza Bertus Bremekamp. Pleiocarpidia polyneura ingår i släktet Pleiocarpidia och familjen måreväxter. Inga underarter finns listade i Catalogue of Life.